# Alcidion alienum
Alcidion alienum är en skalbaggsart som först beskrevs av Julius Melzer 1932.  Alcidion alienum ingår i släktet Alcidion och familjen långhorningar. Inga underarter finns listade i Catalogue of Life.